# Abu'Amr al-Dani
Abū ʿAmr ad-Dānī ( أبو عمرو الداني; Córdoba, c. 981-Denia, 1053); también en la forma ʿUṯmān Ibn-Saʿīd ad-Dānī' fue maestro de recitación coránica y escritor andalusí. Su nisba ad-Dānī hace referencia a la ciudad de Dénia (Dāniya) donde se estableció.

## Vida y trabajo
Abū ʿAmr ad-Dānī nació en Córdoba en 981. Realizó el hadiz y vivió en El Cairo entre 1006 y 1008. A su regreso a Córdoba, al-Dani se vio obligado a huir. Fue primero a Almería y luego a Denia. Era conocido sobre todo como estudioso de la exégesis del Corán, pero también como estudioso del hadith. Es autor, entre otras obras, del Kitāb at-Taisīr fī 'l-qirāʾāt as-sabʿ (sobre las Siete lecturas del Corán) y del Kitāb al-muqniʿ fī maʿrifat rasm maṣāḥif al-amṣār (sobre la ortografía coránica). Murió en 1053 en Denia.

## Obras y ediciones
- Kitāb al-Muqniʿ fī maʿrifat rasm maṣāḥif al-amṣār.[2]
- El libro de texto de las siete lecturas del Corán, editado por Otto Pretzl (Biblioteca Islamica 2)
- Ortografía y puntuación del Corán, dos escritos, editado por Otto Pretzl (Biblioteca Islamica 3).

## Enlaces web
- Obras

- Datos: Q6820659